# Balboa Park
Balboa Park é um bairro e um parque público em São Francisco, no estado americano da Califórnia. Foi criado em 1909.